# Афсос
Афсос (урду میر شیر علی افسوس‎; англ. Mir Sher Ali Afsos, 1737, Дели — 1809, Калькутта) — известный индийский поэт рубежа XVIII—XIX веков.

## Биография
Предками были выходцы из Персии.
В своём литературном творчестве был учеником Вали Аурангабади (около 1668 — около 1744) и Саади (между 1200 и 1219—1292).
Разрабатывал литературные формы языка урду, писал также по-персидски.
Из сочинений Афсоса особенно известно собрание стихотворений «Диван» и перевод с персидского «Гулистана» Саади.